# Скіфи-землероби
| «… А на заході степу сніговий покрив перевищує 30 см і, гірше того, під час відлиг утворює дуже міцний наст (ожеледиця). Тоді худоба гине від нестатку кормів. Тому скотарі вимушені на літо, зазвичай сухе, гнати худобу на гірські пасовища — джейляу[2] що робить молодь, а старі заготовлюють на зиму сіно. Так, навіть половці мали свої постійні зимівники, тобто осілі поселення, і тому перебували в залежності від давньоруських князів, бо, позбавлені можливості вільного пересування по степах, вони не могли ухилятися від ударів регулярних військ. Ось чому в західній половині Великого степу склався інший побут і інший суспільний устрій, ніж у східній половині…»[3] |
| «… Велика рогата худоба харчується злаками … Крім того вона не здатна … до добування собі корму з-під снігу. Тому розводити велику рогату худобу без заготовки на зиму … не можна. Коні навесні і влітку харчуються злаками, а пізньою осінню та взимку … їдять полини. Кінь … може цілий рік перебувати на підніжному корму. Вівці … випасаючись разом з кіньми харчуються залишками…»[4] |
В. І. Абаєв перший висловив думку, що грец. γεωργοί — калька скіфської самоназви. Запропонована В. І. Абаєвим етимологія етноніму може мати наступний вигляд:
- грец. γεωργοί < скіф. *γō-*urγa- < д.ір. *gau- *varga- — укр. шануючі корів.[6]

Отже, ймовірно, що згадані Геродотом скіфи-землероби та скіфи-кочовики — це одна група скіфів, що мала кочові володіння у степах між Нижнім Дніпром і р. Герр та зимівники по Лівобережжю Нижнього Дніпра.
Хоча деякі дослідники висувають альтернативну версію походження скіфів-землеробів (борисфенітів), згідно з нею скіфи-землероби були праслов'янами нащадками Чорноліської культури що знаходилися під владою скіфів-кочівників.
Також ці дослідники вважають, що перебуваючи під владою скіфів праслов'янське населення майже етнічно не змішувалося з ними, але перейняло частину скіфських культурних надбань, наприклад скіфський стиль в озброєнні, прикрасах, кінському спорядженні, а також деякі скіфські звичаї та релігійні уявлення які стали використовуватися праслов'янами.
Прихильники даної теорії висувають як один з аргументів той факт що головним експортним товаром скіфів було зерно. Скіфи поставляли зерно до Греції, а кошти отримані за зерно були основною статтею поповнення фінансів скіфів. Але вирощування зерна було не характерно для кочових (чи напівкочових) скіфів-кочівників, тим паче в таких кількостях що ще дозволяє його експортувати, крім того скіфське зерно на ринках Греції вважалося одним із найкращих за якістю. Ці факти свідчать про високий рівень землеробства на території скіфів. Прихильники даної теорії вважають що праслов'янське населення що перебувало в залежності від скіфів-кочівників вирощувало зерно і сплачувало ним данину..

## Відмінність від скіфів-орачів
У 17 уривку 4-ї книги Геродота згадуються скіфи-орачі (Σκύθαι ἀροτῆρες), що відрізняються від скіфів-землеробів (Σκύθαι γεωργοί). Різниця між скіфами-орачами (аротерес) та скіфами-землеробами (георгой), очевидно, полягала в тому, що перші вирощували збіжжя на продаж, а інші - для власного споживання.

## Свідчення з «Історії» Геродота
```
Від гавані 
борисфенітів
 (бо вона розташована якраз посередині приморської частини всієї Скіфії), від неї і далі перший народ, котрий можна зустріти, це 
калліппіди
, які є напів 
елліни
 і напів 
скіфи
, над ними є інший народ, що називається 
алізонами
. Вони і калліппіди взагалі мають такий спосіб життя, як і скіфи, але сіють і їдять пшеницю і цибулю та часник і сочевицю та просо. Над алізонами живуть 
скіфи-оратаї
, які сіють пшеницю не для їжі, а на продаж. Ще далі над ними живуть 
неври
, а далі на північ від неврів, наскільки я знаю, є незалюднена країна. Оці народності живуть уздовж річки 
Гіпанія
 на заході від 
Борисфена
.
```

(Історія. 4-та книга, 17-й уривок)
```
Якщо перейти 
Борисфен
, ідучи від моря, то спершу буде 
Гілея
, а якщо йти ще вище, там живуть 
скіфи-землероби
, яких 
елліни
, що живуть уздовж річки 
Гіпаніс
, називають борисфенітами, а самих себе ті елліни називають ольвіополітами. Отже, ці 
скіфи-землероби
 живуть на сході на відстані трьох днів шляху, і до річки, що називається 
Пантікап
, а на півночі на відстані, якщо пливти одинадцять днів, там джерела Борисфена. Далі країна, що над ними, це пустеля великих розмірів. За пустелею мешкають 
андрофаги
, які є окремою народністю, яка не належить до 
скіфів
. А далі за ними вже справжня пустеля і, наскільки я знаю, там нема іншого народу. 
```

(Історія. 4-та книга, 18-й уривок)
```
На схід від цих 
скіфів-землеробів
, якщо перейти річку 
Пантікап
, у тій країні мешкають кочовики також скіфи, які нічого не сіють і не обробляють землі. Вся ця країна позбавлена дерев, за винятком 
Гілеї
. Ці кочовики живуть на схід на відстані чотирнадцяти днів шляху і доходять до річки 
Герра
.
```

(Історія. 4-та книга, 19-й уривок)
```
Третя річка - це 
Гіпаній
, її джерело в Скіфії і починається вона з великого озера, навколо якого пасуться дикі білі коні. І правильно називають це озеро матір'ю Гіпанія. Отже, з нього витікає річка Гіпаній і на відстані п'яти днів шляху в ньому ще небагато води і його вода солодка, але після того на відстані чотирьох днів шляху від моря його вода стає дуже гіркою. Це тому, що в нього вливається одне гірке джерело, яке хоч і зовсім мале, але дуже гірке і його вода змішується з водою Гіпанія, що є великою рікою серед малих, і це джерело надає його воді такий смак. Це джерело є на межі країн 
скіфів - землеробів
 і 
алізонів
. Назва цього джерела і місцевості, звідки витікає його вода, по-скіфському 
Ексампай
, а по-еллінському - Священні шляхи. 
Тирас
 і Гіпаній у країні алізонів не дуже віддаляються один від одного, але звідти і далі кожен із них розходиться з іншим і відстань між ними розширюється.
```

(Історія. 4-а книга 52 уривок)
```
Четверта річка - це 
Борисфен
. Вона найбільша серед них після 
Істру
 і, на мою думку, вона найбільш корисна для людей не лише серед інших річок Скіфії, але і взагалі всіх інших, крім єгипетського Нілу, бо з ним не можна зрівняти жодну іншу річку. Отже, серед інших річок Борисфен найбільш корисний людям, бо навколо нього найкращі і найбільш поживні пасовища для худоби і дуже багато в ньому риби, приємної на смак, і вода в ньому дуже чиста, порівняно до інших із каламутною водою і ниви навколо нього чудові, а там, де не засіяно, виростає висока трава. А в його гирлі відкладається багато солі. І великі риби в ньому без колючих кісток, що їх називають 
антакаями
. Для харчування ця річка дає ще і багато чого іншого, гідного всякої уваги.

Через сорок днів плавання до місцевості, яка називається 
Герр
, відомо, що він тече з півночі, але звідти вище ніхто не може сказати, якими країнами він протікає. Однак встановлено, що тече він через пустелю, доки не досягає країни 
скіфів-землеробів
. Справді, ці скіфи живуть на його берегах на відстані десяти днів плавання. Лише про джерела цієї річки і Нілу я не можу сказати, де вони є, й гадаю, що і ніхто інший з 
еллінів
 не може цього сказати. Там, де Борисфен наближується до моря, з ним з'єднується Гіпаній, що вливається в те саме мілководдя. Вузька смуга суходолу, що утворюється між цими річками, називається мисом 
Гіпполая
 і на ньому побудовано святилище 
Деметри
. А за святилищем на березі Гіпанія живуть 
борисфеніти
.
```

(Історія. 4-а книга 53 уривок)
```
Оце що можна сказати спочатку про ці річки. Після них тече п'ята річка, що називається 
Пантікап
, що бере початок на півночі і витікає з одного озера, і між ним і Борисфеном живуть 
скіфи-землероби
, а гирло його в 
Гілеї
, де, огинаючи її, він зливається з Борисфеном.
```

(Історія. 4-а книга 54 уривок)